# Juan Bustillo Oro
Juan Bustillo Oro (* 2. Juni 1904 in Mexiko-Stadt; † 10. Juni 1989 ebenda) war ein mexikanischer Drehbuchautor, Filmregisseur, Filmeditor und Filmproduzent. Er wirkte in der Frühphase und im Goldenen Zeitalter des mexikanischen Films.

## Leben
Juan Bustillo Oro studierte Jura, Literatur, Theaterwissenschaften und Journalismus. Er war ein Anhänger von José Vasconcelos. Zu Beginn seiner Karriere schrieb er Theaterstücke und gründete gemeinsam mit Mauricio Magdaleno ein eigenes Theater. Dann wechselte er zum Film. 1927 hatte Oro sein Debüt mit dem Stummfilm Yo soy tu padre, in dem er noch stark auf Konventionen des Theaters zurückgriff. In der Folge lehnte er das Angebot, ein eigenes Theaterstück zu verfilmen, ab, so dass der Film Tiburón 1933 von Ramón Peón realisiert wurde. Ebenso lehne Juan Bustillo Oro ab, El compadre Mendoza zu drehen, mit dem Fernando de Fuentes Erfolg haben sollte.
1934 drehte Juan Bustillo Oro mit Dos monjes seinen ersten Tonfilm. In diesem griff er den deutschen Expressionismus mit Licht, Musik, Bühnenbild und den Kostümen auf. Er setzte diesen Stil im folgenden Jahr erneut in El misterio del rostro pálido um, jedoch mit einer nicht mehr so überzeugenden Wirkung. Ebenfalls 1935 drehte Juan Bustillo Oro Monja i casada, virgen i mártir, in dem er Elemente aus Fernando de Fuentes Cruz Diablo rezipierte. In der folge drehte er weitere Filme mit Bezug zu Mexiko. Wie de Fuentes und Arcady Boytler verknüpfte Juan Bustillo Oro die Notwendigkeiten von ökonomisch erfolgreichen Filmen mit künstlerischem Anspruch. Dabei legte er sich auf Melodramen und Familiengeschichten fest, die einen nostalgischen Blick auf die Vergangenheit präsentierten, weshalb sie mit dem Etikett „nostalgia porfiriana“ versehen wurden. 1951 war Juan Bustillo Oro für den silbernen Premio Ariel für das Drehbuch von Vino el remolino y nos alevantó nominiert, erhielt den Preis jedoch nicht. Seinen letzten Film drehte er 1965. Im Anschluss veröffentlichte er mehrere Dramen und Bücher mit Bezug zum Film und zu seiner eigenen Person. 1985 wurde Juan Bustillo Oro die Salvador Toscano Medaille verliehen.

## Filmographie
als Regisseur:
- 1927: Yo soy tu padre
- 1934: Dos monjes
- 1935: El misterio del rostro pálido
- 1935: Monja i casada, virgen i mártir
- 1936: Malditas sean las mujeres
- 1936: El rosal bendito
- 1936: Nostradamus
- 1937: Amapola del camino
- 1937: La honradez es un estorbo
- 1937: Huapango
- 1938: La tía de las muchachas
- 1938: Cada loco con su tema
- 1939: Caballo a caballo
- 1939: En tiempos de don porfirio
- 1940: Ahí está el detalle
- 1940: Al son de la marimba
- 1941: Cuando los hijos se van
- 1941: Mil estudiantes y una muchacha
- 1942: El ángel negro
- 1943: El sombrero de tres picos
- 1943: México de mis recuerdos
- 1944: Cuando quiere un mexicano
- 1945: Canaima
- 1945: Lo que va de ayer a hoy
- 1945: No basta ser charro
- 1946: En tiempos de la inquisición
- 1946: Los maderos de san juan
- 1947: Dos de la vida airada
- 1947: Fíjate qué suave
- 1948: Las mañanitas
- 1948: Sólo Veracruz es bello
- 1948: Cuando los padres se quedan solos
- 1949: El colmillo de Buda
- 1949: Las tandas del Principal
- 1949: Vino el remolino y nos alevantó
- 1950: El hombre sin rostro
- 1950: La loca de la casa
- 1950: Casa de vecindad
- 1951: Acá las tortas
- 1951: La huella de unos labios
- 1952: Por ellas aunque mal paguen
- 1952: Esos de Pénjamo
- 1953: Retorno a la juventud
- 1953: Siete mujeres
- 1954: La sobrina del señor cura
- 1954: La mujer ajena
- 1954: Las engañadas
- 1954: Padre contra hijo
- 1954: El asesino x
- 1955: El medallón del crimen
- 1955: Del brazo y por la calle
- 1956: Las aventuras de Pito Pérez
- 1956: Los hijos de Rancho Grande
- 1957: Cada hijo una cruz
- 1957: Donde las dan las toman
- 1959: El último mexicano
- 1963: México de mis recuerdos
- 1964: Así amaron nuestros padres
- 1965: Cuando los valses venían de Viena y los niños de París

als Editor:
- 1934: Dos monjes
- 1935: Monja casada, virgen y mártir
- 1935: El misterio des rostro pálido
- 1936: Malditas serán las mujeres
- 1937: Nostradamus
- 1937: La honradez es un estorbo
- 1937: Amapola del camino
- 1938: Huapango
- 1938: La tía de las muchachas
- 1940: Ahí está el detalle